# Biserica de lemn din Râureni

Biserica de lemn din Râureni. Foto: 2009

Biserica de lemn din Râureni, vedere dinspre sud-vest. Foto: 2009

Pisania de la 1746 peste intrare. Foto: 2009

Iconostasul şi tâmpla bisericii de lemn din Râureni. Foto: 2009

Biserica de lemn din Râureni se afla în localitatea Râureni, județul Vâlcea. Biserica a fost ridicată în anii 1746 și poartă hramul „Sfântul Nicolae”. Se distingea prin pisania cu numele ctitorilor, numeroase inscripții, sculpturi decorative, precum și prin iconostasul repictat în 1837. Biserica era înscrisă pe noua listă a monumentelor istorice, LMI 2004: cod LMI VL-II-m-B-09891.VL-II-m-B-09891.
Aceasta a luat foc pe data de 19. 02. 2024 din cauze neclare

## Istoric
Actul de naștere al bisericii a fost însemnat peste intrarea în biserică, în slova veacului 18, într-o grafie chirilică caracteristică mai degrabă pietrarilor decât dulgherilor. Textul pisaniei oferă, pe lângă amintirea unui moment semnificativ în comunitatea locală, o întâlnire cu farmecul limbii române vechi. Pisania se poate citi în întregime astfel: „Această sfăntă și Dumnezăiască biserică unde să cinstește și prăznuiește hramu sf[ân]tului iera[rh] Nicolae den Mira Licheia iaste făcută de 4 creștini de oameni anume Nicula, Gheorghe ereu, Filip, Androne cari din bun găndul lor sau făcut cu toat[e] cele trebuincioase alese cari și ctitori sau numit și sau făcut în zil[e]le lui Io Costadin vod[ă] cu blăg[oslo]venia părintelui chir Clement episcopu întru vecinica pomenire celor mai sus numiților, sept[embrie] 10 l[ea]t 7255”. Anul erei bizantine 7255 se traduce astăzi cu anul 1746.
Piesele decorative ale iconostasului au fost sculptate și probabil pictate odată cu ridicarea bisericii, datorită asemănărilor cu stâlpii pridvorului. Pictura icoanelor de pe iconostas a fost însă reînoită în anul 1837, după cum reiese din însemnarea desfășurată pe grinda de peste ușile altarului: „Aceast[ă] sf[ă]ntă tămplă sau prenoit cu zugrăveala al doilea duprecum să veade la leat 1837 iunie 5 de robii lui D[u]mnezău Costandin, Gheorghie.” Lucrările probabil nu sau limitat la interior deoarece pe peretele exterior de la intrare se găsește o însemnare din aceeași perioadă: „1837 iun[ie] 1”. 
Pe peretele dinspre miazăzi al altarului se poate observa o lungă însemnare zgâriată al cărei mesaj așteaptă descifrarea. Se poate totuși citi anul de la Adam 7309, adică 1800-1801.   

## Imagini

sud-est
portal intrare
cioplitură în stâlp de pridvor
ușile împărătești